# Sonnenberg (Harz)
Der Sonnenberg, auch (die) Sonnenberge genannt, ist eine Erhebung auf den Hochlagen des Mittelgebirges Harz im gemeindefreien Gebiet Harz des Landkreises Goslar in Niedersachsen. Er ist Teil des Oberharzes, liegt im Nationalpark Harz und besteht aus dem Großen Sonnenberg (853,4 m ü. NHN) und dem Kleinen Sonnenberg (853 m). Auf ihm erstreckt sich ein Wintersportgebiet.

## Geographie

### Lage
Die Sonnenberge erheben sich im Nationalpark Harz: Der nordwestliche Große Sonnenberg liegt etwa 5 km nördlich von Sankt Andreasberg, einem westsüdwestlichen Stadtteil von Braunlage. Nördlich seiner Kuppe befindet sich mit der Siedlung Sonnenberg (ca. 780 m) ein nordwestlicher Ortsteil von Braunlage. Etwa 1 km südöstlich vom Großen Sonnenberg befindet sich der nur 0,4 m niedrigere Kleine Sonnenberg. Nach Westen fällt die Landschaft in das Tal der Sieber, dort Großes Sonnental genannt, und nach Osten in jenes der Oder ab; beide Fließgewässer werden von Bächen der Sonnenberge gespeist. Zwei Täler südlich und südwestlich des Kleinen Sonnenbergs heißen Großes Sonnental und Kleines Sonnental, durch die Kleinstzuflüsse des kleinen Sieber-Zuflusses Fischbach fließen.

### Naturräumliche Zuordnung
Die Sonnenberge gehören in der naturräumlichen Haupteinheitengruppe Harz (Nr. 38) und in der Haupteinheit Hochharz (381) zur Untereinheit Torfhäuser Hügelland (381.1). Nach Norden bis Nordwesten leitet die Landschaft in die Untereinheit Acker-Bruchberg-Rücken (381.2) über. Nach Westen fällt sie in der Haupteinheit Südlicher Oberharz (Südlicher Mittelharz; 380.8) in die Untereinheit Sieberbergland (380.82) und nach Süden in die Untereinheit Andreasberger Hochfläche (380.83) ab.

### Berghöhe und Trigonometrischer Punkt
Auf dem Osthang des Großen Sonnenberges, der 853,4 m hoch ist, liegt auf 838 m Höhe ein trigonometrischer Punkt, dessen Höhe, die meist in topographischen Karten zu finden ist, häufig als Höhe des Großen Sonnenberges fehlinterpretiert wird.

## Schutzgebiete
Auf den Sonnenbergen liegen Teile des Fauna-Flora-Habitat-Gebiets Nationalpark Harz (Niedersachsen) (FFH-Nr. 4129-302; 157,7 km²). Auf Großteilen der Berge befinden sich solche des Vogelschutzgebiets Nationalpark Harz (VSG-Nr. 4229-402; 155,59 km²).

## Verkehr
Über den 830 m hohen Bergsattel zwischen dem Großen und Kleinen Sonnenberg verläuft die Landesstraße 519 zwischen der Siedlung Sonnenberg, mit dortiger Anbindung an die Bundesstraße 242, und der Bergstadt Sankt Andreasberg, mit dortigem Anschluss an die L 520; dieser Sattel weist die höchste Straßenstelle aller öffentlich befahrbaren Straßen in Norddeutschland auf.

## Wintersportgebiet

### Skifahren
Auf den Sonnenbergen gibt es drei Schlepplifte und einen Ponylift für alpine Sportarten.
- Schwierigkeitsgrad: 1400 m leicht; 1200 m mittel[2]
- Gesamtlänge der Pisten: 2600 m[2]

Die Pisten in dem Skigebiet Sonnenberg dürfen nicht maschinell beschneit  werden, da das Skigebiet in dem Nationalpark Harz liegt.

### Langlaufen
Für Langläufer bietet sich vom Loipennetz Sonnenberg eine direkte Anbindung an die Loipen von Sankt Andreasberg. Zudem besteht ein Anschluss zur Ackerloipe und eine Verbindungsloipe nach Oderbrück, die am Oderteich vorbeiführt. Für Rodler gibt es eine separate Rodelpiste. Für den Bergrettungsdienst befindet sich eine Unfallhilfsstelle der Bergwacht Sankt Andreasberg auf dem Großparkplatz, die an den Winter-Wochenenden besetzt ist. Auf Grund der Höhe ist der Sonnenberg schneesicher bis in den Frühling.
Auf dem Sonnenberg befindet sich auch das Landesleistungszentrum Biathlon, in dem nationale und internationale Wettkämpfe ausgetragen werden. Im Jahr 2009 wurde eine Beschneiungsanlage gebaut.

## Galerie

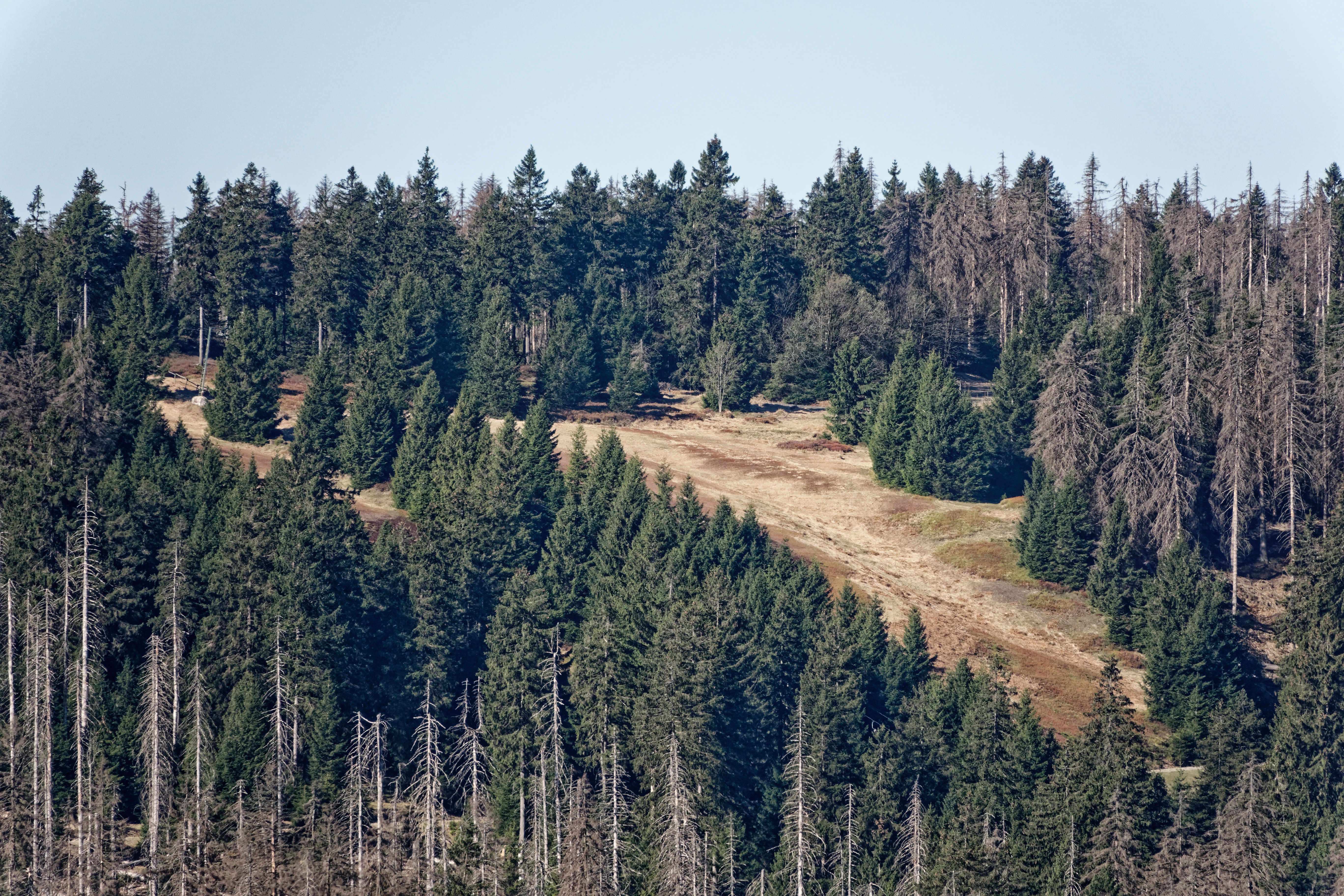
Blick aus der Ferne auf den Nordosthang des Kleinen
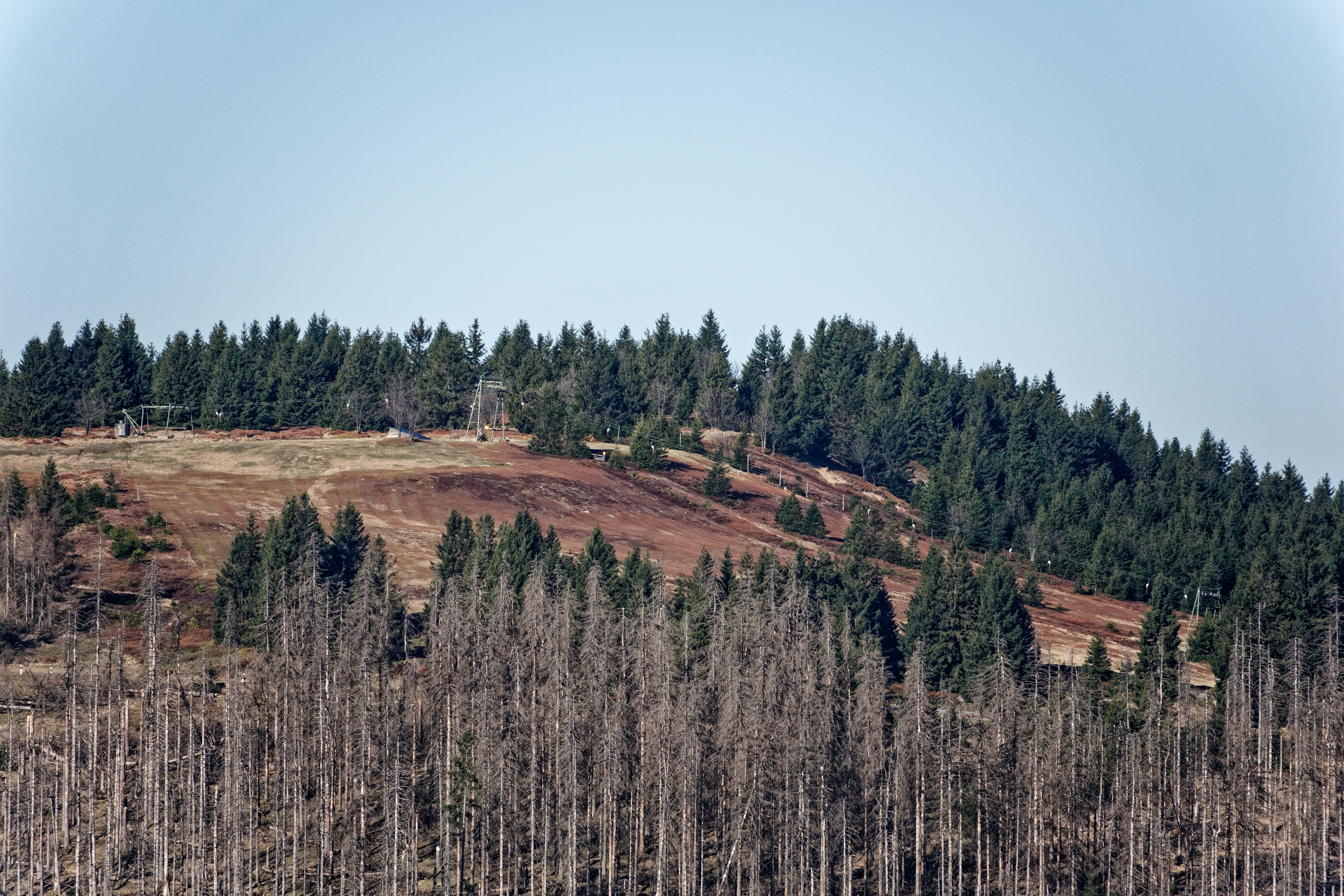
und des Großen Sonnenberges
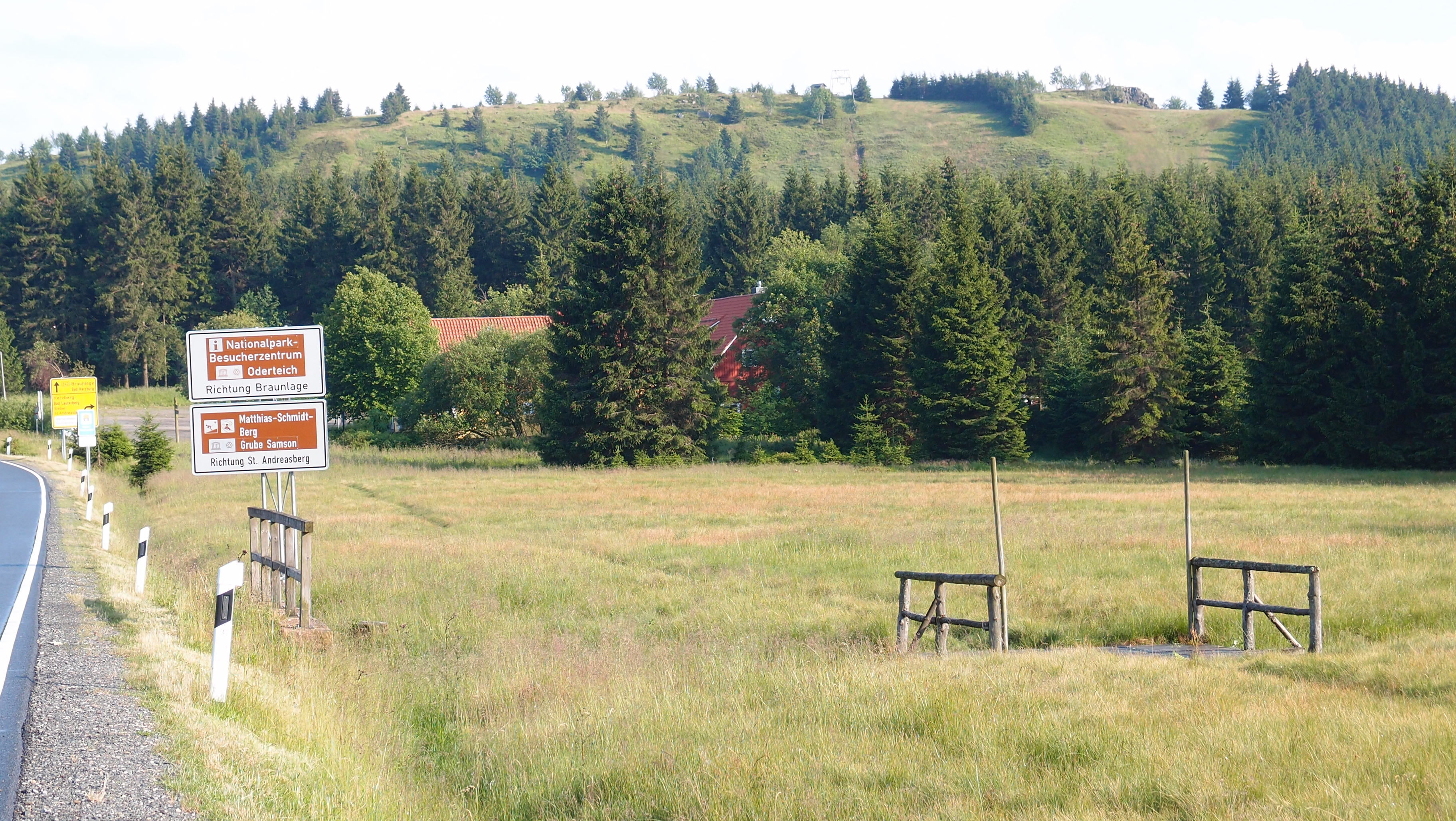
Nordseite des Großen Sonnenberges; links die Bundesstraße 242
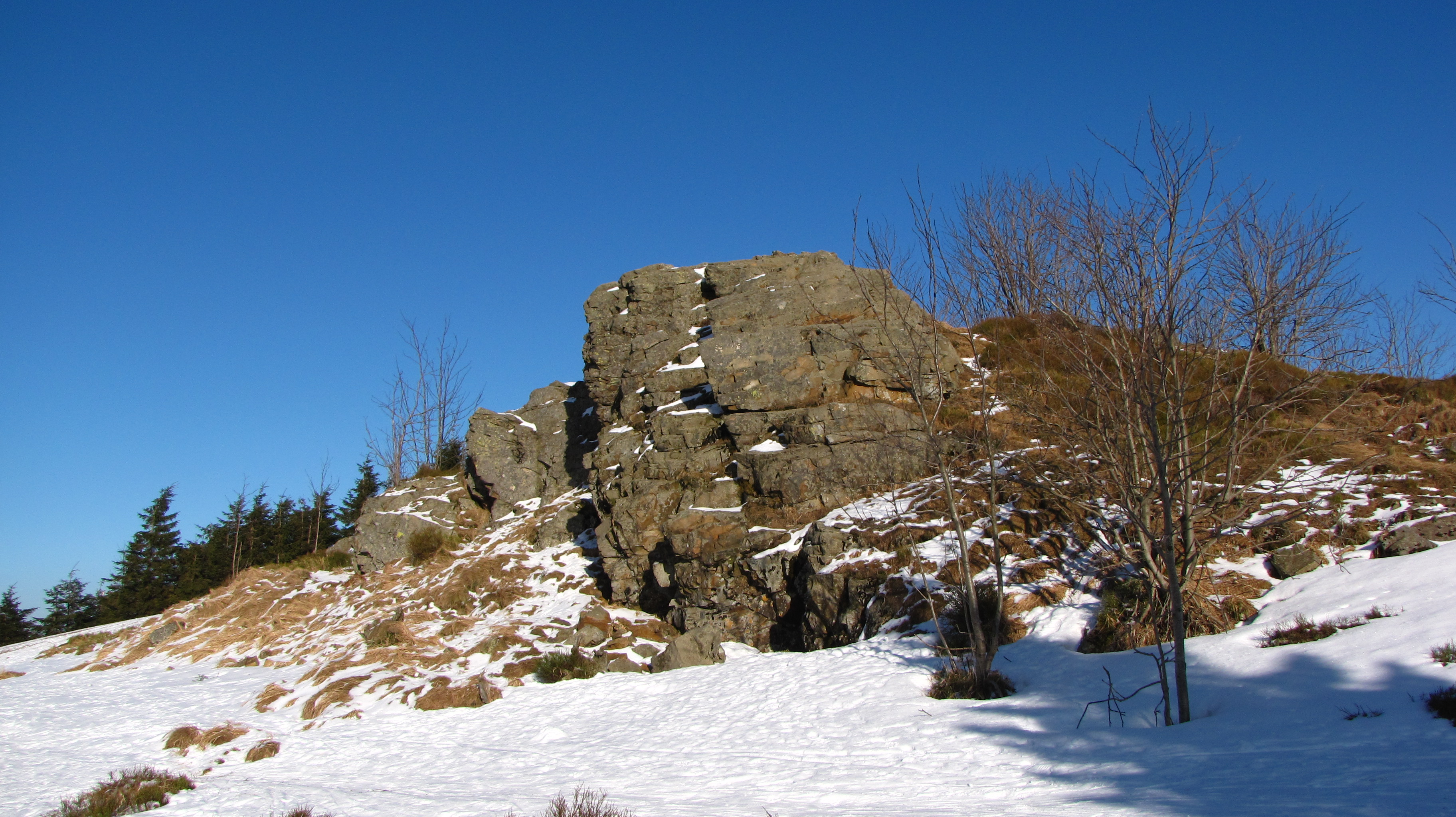
Gipfelfelsen des Großen Sonnenberges
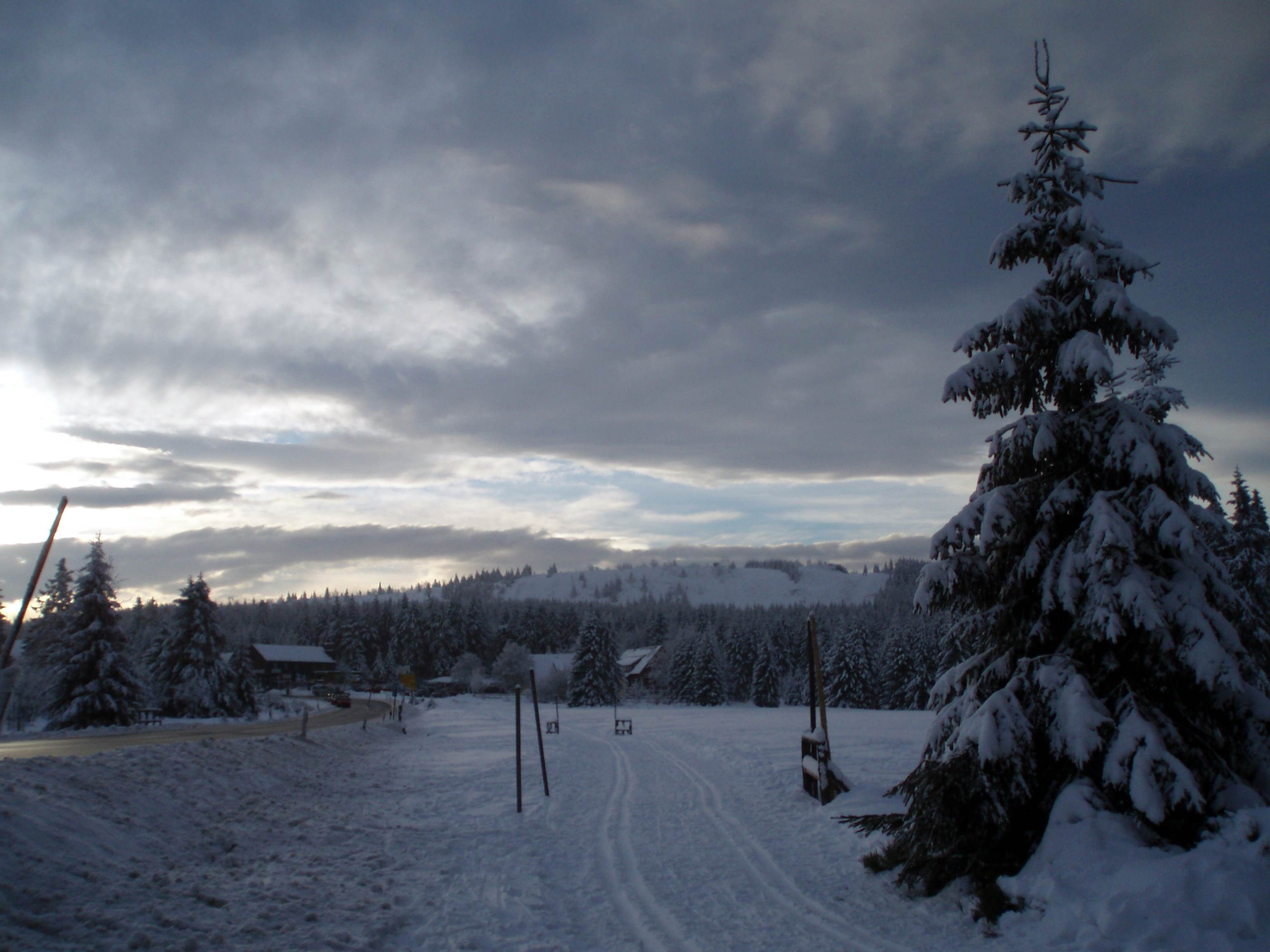
Loipe am Großen Sonnenberg
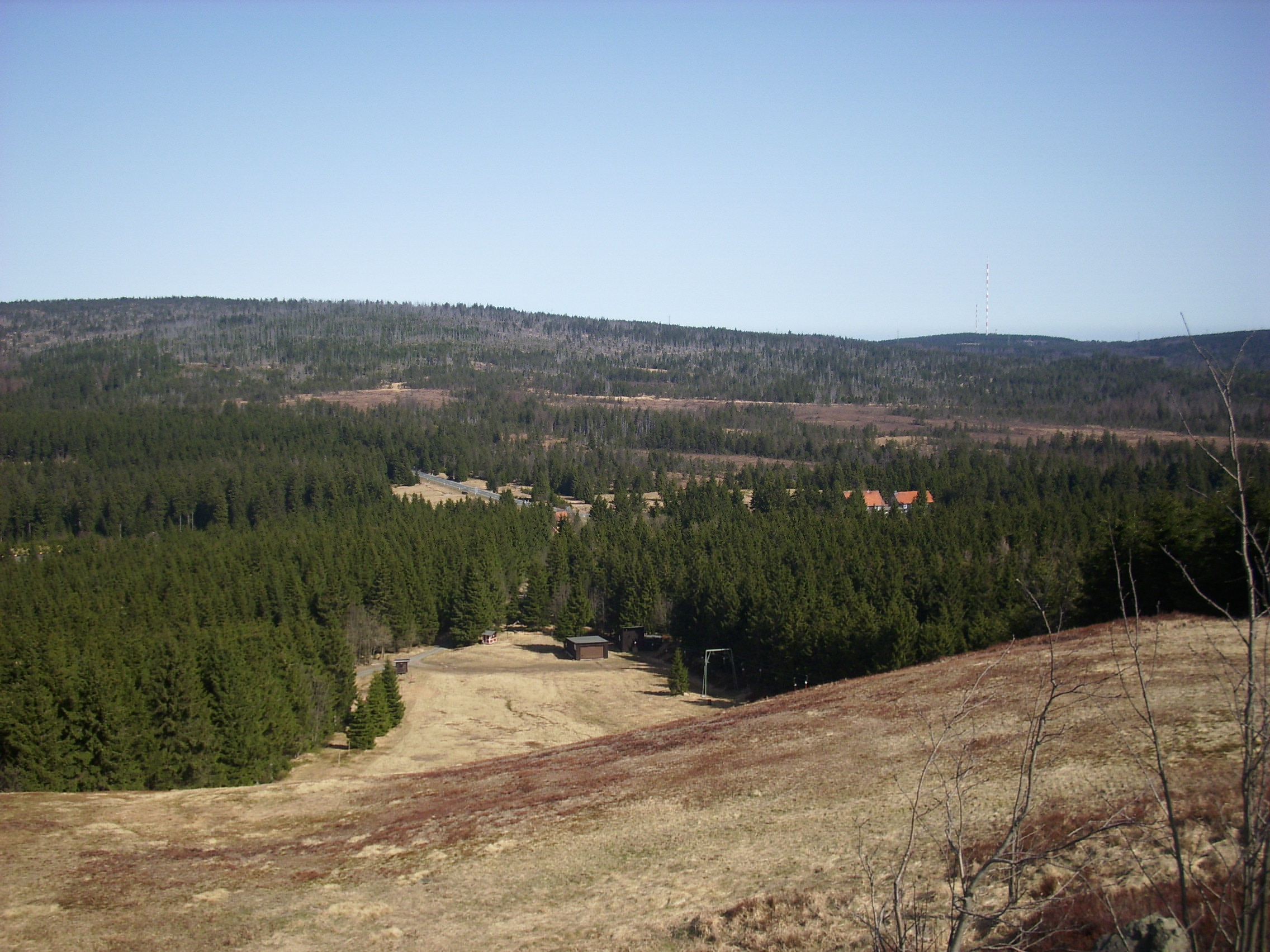
Blick vom Großen Sonnenberg nach Norden auf die Siedlung
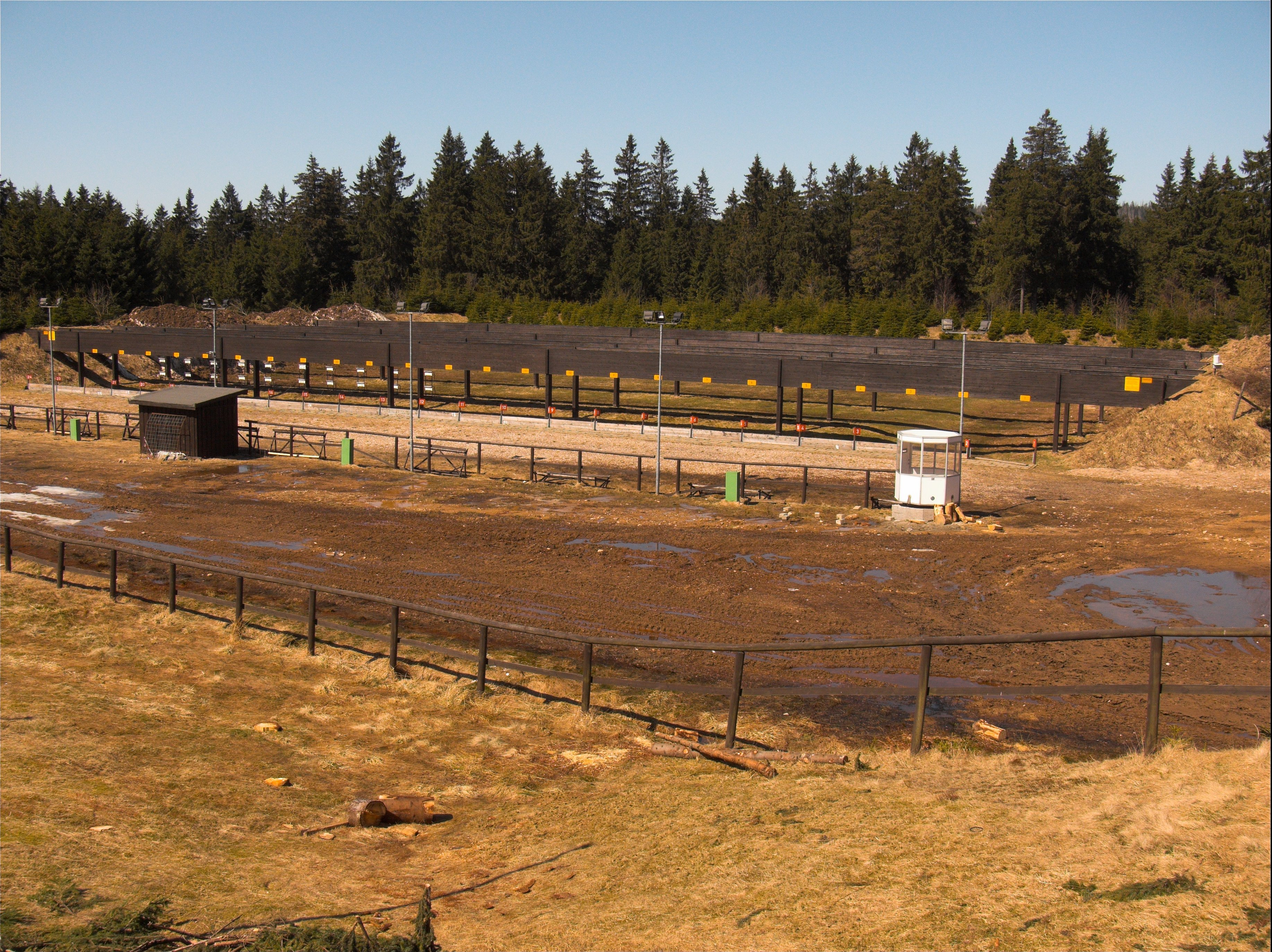
Schießstand der Biathlon-Anlage